# Escalles
Escalles és un municipi francès situat al departament del Pas de Calais i a la regió dels Alts de França. L'any 2007 tenia 323 habitants.

## Demografia

### Població
El 2007 la població de fet d'Escalles era de 323 persones. Hi havia 125 famílies de les quals 39 eren unipersonals (17 homes vivint sols i 22 dones vivint soles), 34 parelles sense fills i 52 parelles amb fills.
La població ha evolucionat segons el següent gràfic:
Habitants censats

### Habitatges
El 2007 hi havia 208 habitatges, 129 eren l'habitatge principal de la família, 70 eren segones residències i 8 estaven desocupats. 184 eren cases i 8 eren apartaments. Dels 129 habitatges principals, 82 estaven ocupats pels seus propietaris, 41 estaven llogats i ocupats pels llogaters i 6 estaven cedits a títol gratuït; 3 tenien una cambra, 6 en tenien dues, 24 en tenien tres, 22 en tenien quatre i 74 en tenien cinc o més. 115 habitatges disposaven pel capbaix d'una plaça de pàrquing. A 60 habitatges hi havia un automòbil i a 60 n'hi havia dos o més.

### Piràmide de població
La piràmide de població per edats i sexe el 2009 era:
| Homes | Edats   | Dones |
| ----- | ------- | ----- |
| 0     | 95 o +  | 0     |
| 4     | 90 a 94 | 0     |
| 4     | 85 a 89 | 0     |
| 0     | 80 a 84 | 0     |
| 8     | 75 a 79 | 4     |
| 0     | 70 a 74 | 0     |
| 8     | 65 a 69 | 12    |
| 8     | 60 a 64 | 12    |
| 8     | 55 a 59 | 0     |
| 12    | 50 a 54 | 16    |
| 20    | 45 a 49 | 28    |
| 24    | 40 a 44 | 8     |
| 8     | 35 a 39 | 8     |
| 4     | 30 a 34 | 8     |
| 8     | 25 a 29 | 0     |
| 4     | 20 a 24 | 4     |
| 8     | 15 a 19 | 16    |
| 20    | 10 a 14 | 4     |
| 32    | 5 a 9   | 0     |
| 4     | 0 a 4   | 0     |

## Economia
El 2007 la població en edat de treballar era de 212 persones, 156 eren actives i 56 eren inactives. De les 156 persones actives 138 estaven ocupades (74 homes i 64 dones) i 18 estaven aturades (13 homes i 5 dones). De les 56 persones inactives 19 estaven jubilades, 19 estaven estudiant i 18 estaven classificades com a «altres inactius».

### Ingressos
El 2009 a Escalles hi havia 116 unitats fiscals que integraven 286 persones, la mediana anual d'ingressos fiscals per persona era de 19.933 €.

### Activitats econòmiques
Dels 15 establiments que hi havia el 2007, 1 era d'una empresa de construcció, 3 d'empreses de comerç i reparació d'automòbils, 1 d'una empresa de transport, 9 d'empreses d'hostatgeria i restauració i 1 d'una empresa immobiliària.
Els 6 serveis als particulars que hi havia el 2009 eren restaurants.
L'any 2000 a Escalles hi havia 8 explotacions agrícoles que ocupaven un total de 580 hectàrees.

## Equipaments sanitaris i escolars
El 2009 hi havia una escola maternal integrada dins d'un grup escolar amb les comunes properes formant una escola dispersa.

## Poblacions més properes
El següent diagrama mostra les poblacions més properes.